# Karim Bouebdelli
Karim Bouebdelli, né le 12 novembre 1975 à Tunis, est un homme politique tunisien membre du Parti républicain maghrébin.

## Biographie
Fils de Mohamed Bouebdelli et de Madeleine Bouebdelli, il obtient son baccalauréat en 1996 puis décroche une maîtrise en sciences politiques à l’Université du Québec à Montréal en 2000, un MBA en finances de l’Institut d'administration des entreprises de Nice en 2001 et un doctorat en management à Vienne en 2005.
Il commence sa carrière professionnelle en travaillant en tant que contrôleur de gestion et auditeur interne au sein d'une multinationale française puis auprès d'un bureau d'expertise comptable à Paris. Dès son retour en Tunisie, il rejoint le groupe Bouebdelli en tant que directeur financier. Il développe l'entreprise familiale et crée des sociétés de services ainsi qu'une société immobilière, sans oublier la création du lycée Louis-Pasteur de Tunis, dont il devient le proviseur.
Il entre sur la scène politique en devenant trésorier du Parti libéral maghrébin, devenu par la suite le Parti républicain maghrébin. À la suite de l'élection du 23 octobre 2011, il devient membre de l'assemblée constituante comme représentant de la circonscription de l'Ariana. Unique constituant de son parti, il est membre de la commission des finances, de planification et du développement.